# Rico Linhas Aéreas
Rico Linhas Aéreas SA var ett regionalt brasilianskt flygbolag som var baserat i Manaus i Amazonas, och flög både passagerare och frakt mellan 1998 och 2010. Rico Linhas Aéreas hade flera flygplanstyper, både mindre som Embraer EMB 120 men även större modeller som Boeing 737. 2004 havererade Rico Linhas Aéreas Flight 4815. Företaget fortsatte emellertid sin verksamhet fram till och med år 2010 då deras luftcertifikat drogs in av brasilianska myndigheter då man inte kunde säkerställa operationernas säkerhet. En del av företaget finns dock kvar, nu under namnet Rico Taxi Aéreo LTDA, som erhåller flygtaxitjänster och övertog delar av Rico Linhas Aéreas flotta och personal.